# Миних, Бурхард Кристоф
Граф (с 25 февраля 1728) Бурхард Христофорович фон Миних (нем. Burkhard Christoph von Münnich, в России был также известен как Христофо́р Анто́нович Ми́них); 9 (19) мая 1683, Нойенхунторф, Ольденбург — 16 (27) октября 1767, Санкт-Петербург) — русский военный и государственный деятель немецкого происхождения, генерал-фельдмаршал (1732), наиболее активный период деятельности которого пришёлся на правление императрицы Анны Иоанновны.
Подполковник Преображенского лейб-гвардии полка (с 1739 года за победу над Турцией). Отец дипломата и мемуариста графа Иоганна Эрнста Миниха.

## Ранние годы
Будущий фельдмаршал родился в Ольденбурге в семье потомственных инженеров, занимавшихся водными сообщениями. Получил основательное образование, овладев инженерным и чертёжным искусствами, освоил латынь и французский язык, а также получил опыт в области гидротехники.
В 1700—1720 годах он служил инженером во французской, гессен-дармштадтской, гессен-кассельской и польско-саксонской армиях. Под знаменами принца Евгения Савойского и герцога Мальборо участвовал в Войне за испанское наследство, в ряде военных походов в Европе, что дало ему боевой опыт. В Германии заслужил чин полковника, в Польше получил от Августа II чин генерал-майора.

## Сподвижник Петра I
В 1721 году по приглашению русского посла в Варшаве Г. Ф. Долгорукова Миних прибыл в Россию вести инженерные дела, задуманные Петром I. Когда он представил царю чертёж нового укрепления Кронштадта, довольный Пётр сказал:

«Спасибо Долгорукову, он доставил мне искусного инженера и генерала».

Успешная деятельность Миниха по устройству судоходства на Неве, прокладке дорог, строительству Балтийского порта, проведению первого обходного Ладожского канала в 1723—1728 годах принесла ему глубокое уважение царя. В 1722 году он был произведён в генерал-лейтенанты, в 1726 году, уже при Екатерине I, — в генерал-аншефы, удостоен ордена Святого Александра Невского.

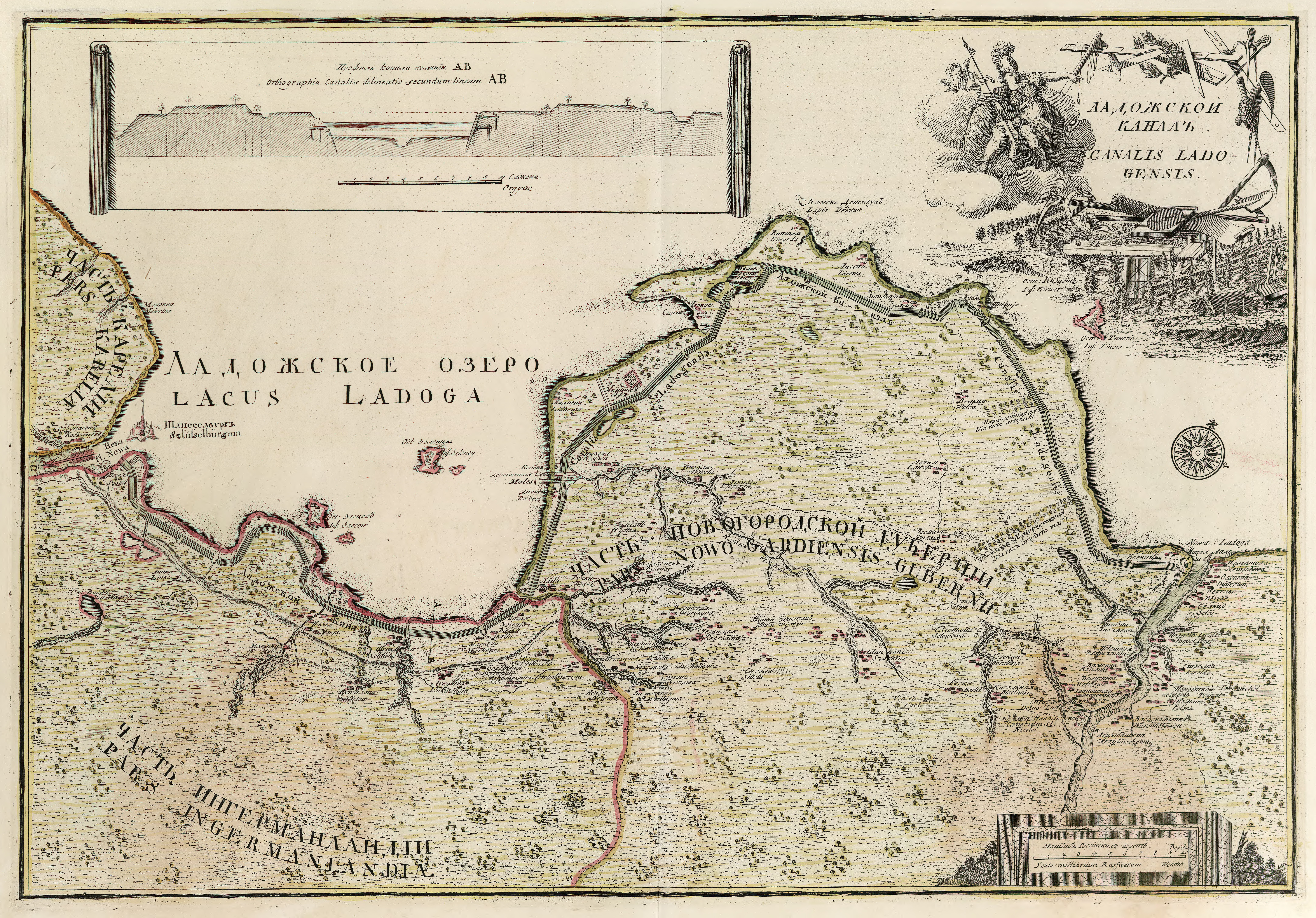
Карта обходного, вдоль Ладожского озера, канала Императора Петра Великого (1741—1742), крупнейшего для своего времени гидротехнического сооружения Европы

Именно Миних, будучи талантливым инженером-гидротехником, доказал невозможность устройства «водных фиерий» в Стрельне и убедил царя перенести загородную резиденцию в Петергоф, так как в случае реализации фонтанного комплекса в Стрельнинской резиденции территории в десятки квадратных километров грозило бы затопление.
После смерти Петра его преемники Екатерина I и А. Д. Меншиков не имели намерения отменять результаты его деятельности, но создалась такая неопределённая ситуация, что указы Петра перестали исполняться, а полицмейстер А. М. Девиер нередко допускал в этом вопросе послабления. С весны 1725 года началось всеобщее бегство лиц из Петербурга, принадлежащих к любому сословию, которые стремились уехать из столицы в Москву или в провинцию. 24 февраля 1728 года молодой император Пётр II короновался в Москве, а накануне в неё переехал и двор. Император совершенно перестал интересоваться государственными делами и вёл праздную жизнь. Наблюдался паралич государственного аппарата и рост коррупции. Петербург опустел, и был даже поставлен вопрос о том, оставаться ли ему столицей, так как в течение четырёх лет в нём отсутствовал императорский двор.

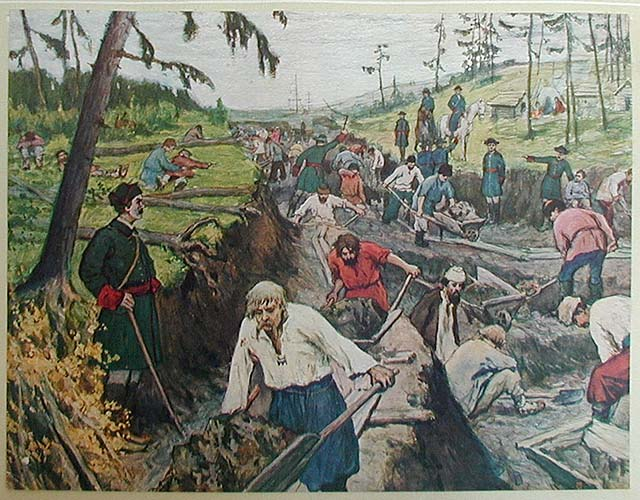
А. Моравов, И. Сытин «Прорытие Ладожского канала»

В 1727 году император Пётр II, переехавший со своим двором в Москву, назначает Миниха правителем Петербурга и обер-директором над фортификациями Российской империи. В 1728 он возведен в графское достоинство и назначен генерал-губернатором Ингерманландии, Карелии и Финляндии (до 1734 года).
В это время Миних ведёт интенсивное строительство в Петербурге, Выборге и Кронштадте. К этому времени Миних показал себя деятельным, настойчивым и распорядительным администратором с весьма основательными знаниями в области гидротехники и военного дела. Окончание работ на Ладожском канале, обеспечившем безопасное плавание в обход бурного Ладожского озера, имело чрезвычайно большое значение для экономики города, поскольку соединяло его с центральными губерниями России и расширило товарооборот порта. В результате цены на товары первой необходимости сделались приемлемыми для большинства населения.
Положено было начало регулярному морскому сообщению с Европой, а из Кронштадта начали ходить почтовые и пассажирские пакетботы на Любек и Данциг с билетом ценой 3 рубля. В городе было завершено строительство здания 12 коллегий, постройка каменных бастионов Петропавловской крепости. Для оживления общественной жизни в столице и поддержания её столичного статуса он часто организовывал в своём доме балы, обеды, а в торжественные дни — празднества, проводил парады и смотры войскам и торжества при спуске судов.
Благодаря его энергии Петербург сохранил свою роль важнейшего российского города до фактического возвращения ему функции столицы государства.

## В царствование Анны Иоанновны

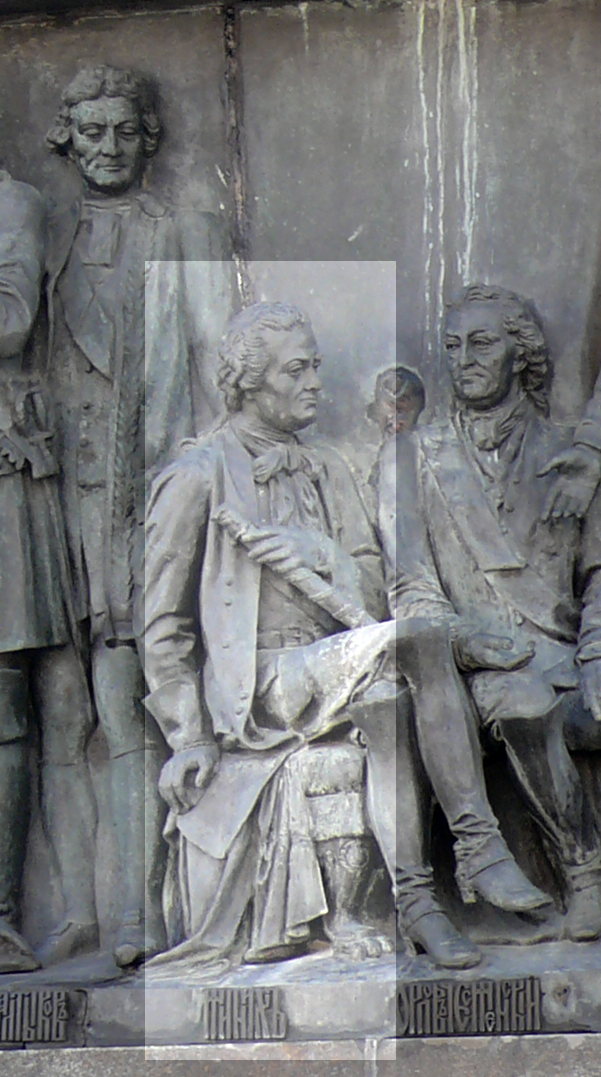
Миних на Памятнике «1000-летие России» в Великом Новгороде среди 128 фигур самых выдающихся личностей в российской истории (на 1862 год)

28 апреля 1730 года в Москве была коронована Анна Иоанновна (1693—1740), дочь брата Петра Великого Иоанна Алексеевича. Это событие было отпраздновано в Петербурге, где после торжественного обеда в доме Миниха вечером был устроен невиданный даже при жизни Петра фейерверк. Год спустя Миних был вызван в Москву, где ему было поручено подготовить петербургские дворцы к возвращению двора. Осенью 1731 года в Петербург вернулась гвардия. 15 января 1732 года в город вернулась императрица, официальный въезд которой был организован с чрезвычайной пышностью. При этом Миних на льду Невы организовал инсценировку взятия снежной крепости.
С возвращением двора временное запустение сменилось наплывом населения и в городе даже начался квартирный кризис. Чрезвычайно быстро начали застраиваться городские площади, ранее занятые лишь отдельно стоящими домами. Пограничная черта прошла по теперешнему Загородному проспекту, но и за ней вплоть до Смольного и Александро-Невской Лавры также велось строительство. Значительную часть этой площади Миних взялся осушить собственными средствами на условиях заимообразного отпуска денег и вечного права на десятую долю сделанного пригодным для жизни пространства. В короткое время пригодной под застройку стала обширная площадь на материковой стороне города, ныне занимаемой городским центром.
После восшествия на престол Анны Иоанновны Христофор Антонович в короткое время (1730—1732) был пожалован генерал-фельдцейхмейстером, президентом Военной коллегии, а 25 февраля (7 марта) 1732 года — генерал-фельдмаршалом. Ему было поручено принять меры по улучшению бедственного положения русской армии. Взявшись энергично за дело, Миних привёл в порядок армейские финансы, основал при войсках госпитали для раненых и гарнизонные школы.
Он сформировал два новых гвардейских полка — Конной гвардии и Измайловский, (названный так по имени подмосковного поселения Измайлово, в котором жила императрица), провёл переустройство гвардейских и армейских полков, преобразовал Военную коллегию; основал в Петербурге первый в России Шляхетский кадетский корпус, «дабы в нём от четырёх до пяти сот молодых дворян и офицерских детей воспитывать и обучать как телесным и военным упражнениям, так и чужестранным языкам, художествам и наукам». Поскольку не все ученики имели склонность к военной службе, а государству «не менее нужно политическое и гражданское обучение», в нём полагалось преподавать историю, географию, юриспруденцию, танцы, музыку и «прочия полезныя науки». Кадеты имели право посещать лекции академических профессоров с тем, чтобы иметь возможность поступить на гражданскую службу, а для их экзаменов привлекались профессора и адмиралы Академии. Миних многие годы опекал Шляхетский корпус, будучи в 1732—1741 годах его начальником.
Миних составил новые штаты для армии, заменившие старую «табель» 1704 года, ввёл в армии корпус (12 полков) тяжёлой конницы (кирасир), создал первые полки гусар; уравнял жалованье русских офицеров с приглашёнными иностранными. Он создал новый для России род войск — сапёрные полки — и основал Инженерную школу для офицеров. При нём были модернизированы или построены 50 крепостей. Эти и другие преобразования улучшили состояние русской армии.

### Осада Данцига (1734 г.)

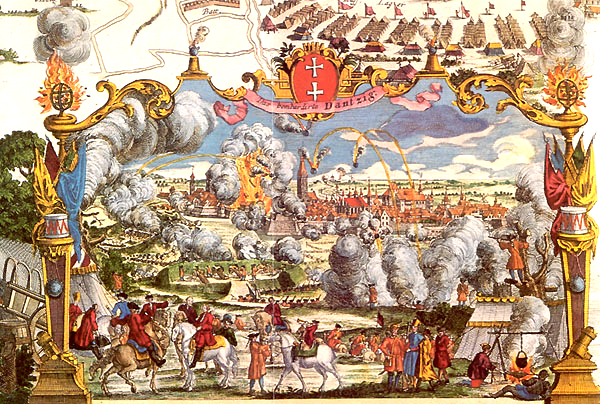
Осада Данцига фельдмаршалом Минихом

В 1734 году по предложению фаворита императрицы герцога Бирона Миних был направлен осаждать Данциг, где находился французский ставленник Станислав Лещинский. После кровопролитных боёв Данциг был взят, но Миних получил упрёки за долгую осаду и за допущение бегства Лещинского из города. Оправдываясь за медлительность, Миних писал: «В Данциге было тридцать тысяч вооружённых войск, я же не располагал и двадцатью тысячами, чтобы вести осаду, а между тем линия окружения крепости простиралась на девять немецких миль» (1 немецкая миля = 10 тысячам шагов, то есть приблизительно 8 километрам). На польский трон был посажен ставленник России и Австрии саксонский курфюрст Август.

### Русско-турецкая война (1735—1739)

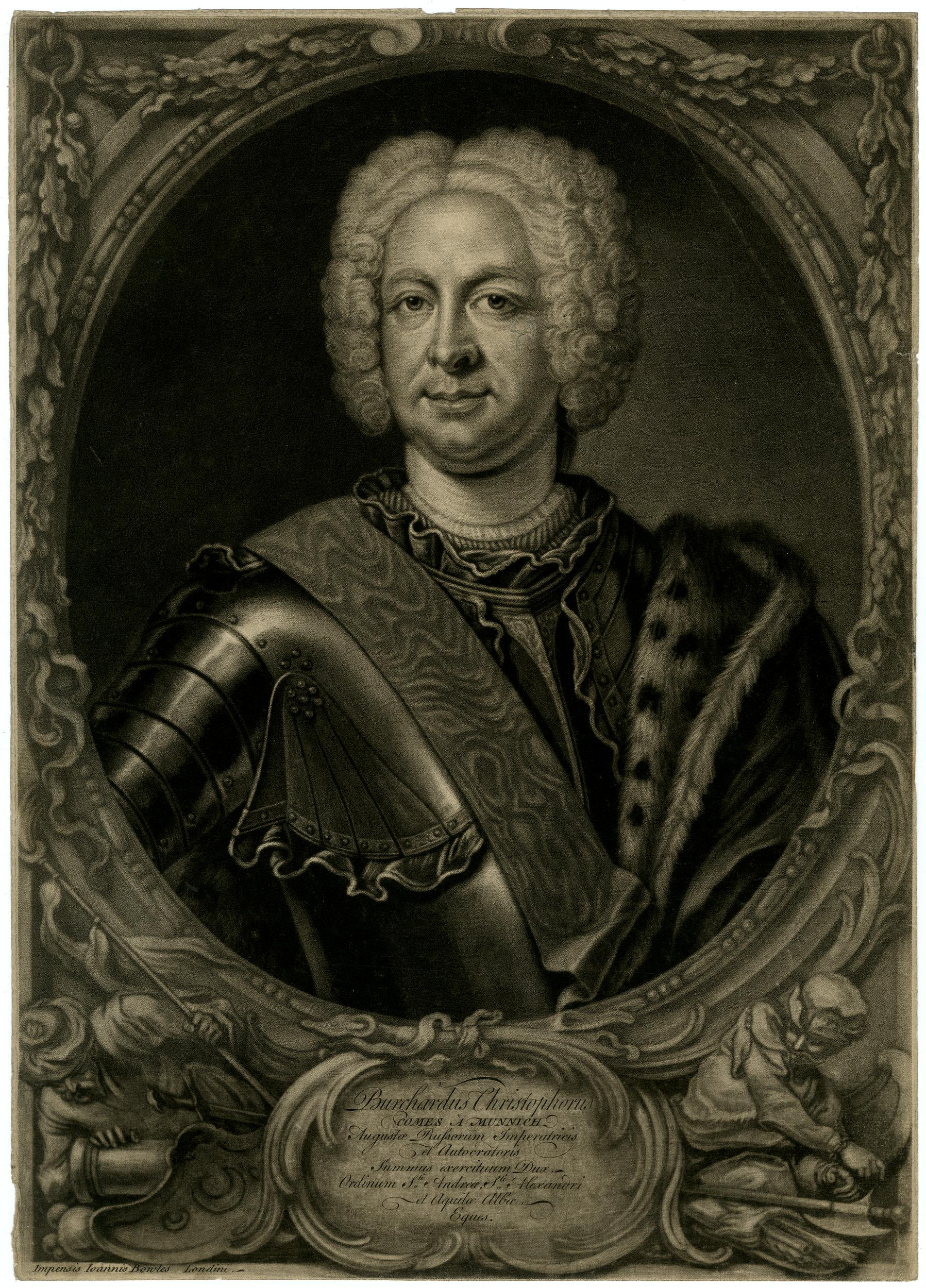
Портрет 1739—1742 гг. в окружении турецких трофеев

В 1735 году было решено объявить войну Турции в ответ крымским татарам за набеги на русские земли. Кипучая энергия Миниха и его желание через военные победы возвысить свой авторитет, превзойти Остермана и Бирона побудили его принять пост главнокомандующего в этой войне.
Организовав в 1736 году осаду Азова и Очакова, фельдмаршал во главе 50-тысячной армии двинулся к Перекопу для завоевания Крыма. После трудного месячного марша 21 мая (по юлианскому календарю) его войска штурмом овладели Перекопом и проникли в Крым. Перед штурмом Перекопа Миних пообещал, что первый солдат, взошедший на укрепления живым, будет произведён в офицеры. Первым был юный Василий Долгоруков, будущий Долгоруков-Крымский, получивший за это чин поручика. Узнав о повелении Анны Иоанновны никому из Долгоруковых чинов не давать, Миних при докладе императрице сумел повернуть дело так, что Василию Долгорукову императрица чин оставила.
В результате тяжёлого и изнурительного похода были завоёваны у татар Гезлев (нынешняя Евпатория), Ак-Мечеть и столица Крымского ханства Бахчисарай.
Потери русской армии от вспыхнувшей эпидемии, распространения болезней, нехватки продовольствия и воды были значительными, и фельдмаршалу пришлось повернуть назад, в Малороссию, но путь в Крым для России всё же был проложен.
Тем временем фельдмаршал Пётр Ласси овладел Азовом (июнь 1736 года). В период Крымского похода выбыло из строя около половины всего состава армии Миниха (потери в боях не превысили 2000 человек), и фельдмаршал отклонил предложение Петербурга идти на Крым вторично осенью.
В 1737 году Миних предпринял новый военный поход, на этот раз через Днепр на Очаков. После упорного и кровопролитного штурма крепость была взята (13 июля) благодаря чрезвычайно эффективному действию русской артиллерии. Причём фельдмаршал подавал пример личной храбрости, командуя в строю батальоном лейб-гвардии Измайловского полка; он собственноручно водрузил гвардейское знамя на главной башне крепости. В период перехода к Очакову потери армии Миниха были велики (около трети состава) — вновь из-за повальных болезней, тифа, чумы, недостатка продовольствия и фуража.
В следующем году главнокомандующий водил армию к Бендерам, но вернулся на Южный Буг, не дойдя до цели, и снова из-за эпидемий. Огромные потери в армии не смущали ни Миниха, ни Петербург, который требовал от фельдмаршала военных побед.

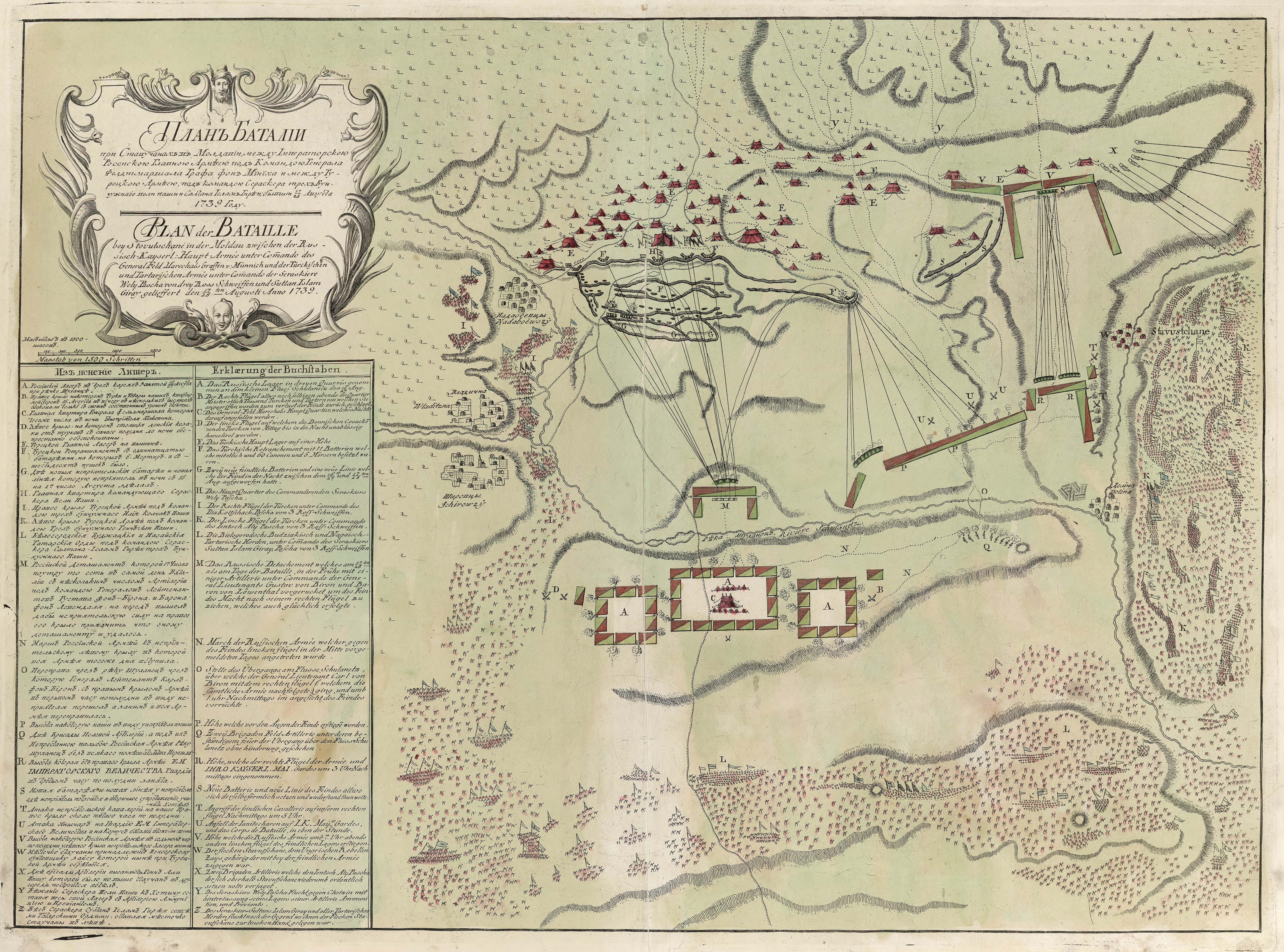
План Ставучанского сражения 17(28) августа 1739 года.

Чтобы обеспечить взаимодействие с австрийскими войсками, действовавшими в Валахии и Боснии, русский главнокомандующий в начале 1739 года развернул наступление в Молдавию и добился перелома в войне. В августе русская армия разгромила турецкие войска в сражении под Ставучанами близ Хотина. Здесь турецкое войско численностью до 90 тысяч окружило русскую армию. Но Миних применил военную хитрость, имитируя атаку левым флангом, а затем обрушившись на противника главными силами справа. Турецкая армия в беспорядке отступила за реку Прут, потери армии Миниха составили 13 убитых и 54 раненых. Через два дня капитулировала турецкая крепость Хотин, вскоре была занята большая часть Молдавии. Эта победа была воспета Ломоносовым в его первой оде, которая считается первым поэтическим опытом в русской литературе
.
Угроза нападения со стороны Швеции и выход из войны союзницы России — Австрии — вынудили Анну Иоанновну заключить с Турцией Белградский мир. Это остановило боевой порыв честолюбивого фельдмаршала, готовившегося к новым сражениям. Наградами ему за действия в войне стали орден святого Андрея Первозванного, звание подполковника лейб-гвардии Преображенского полка (звание полковника в этом полку имел право носить только монарх) и золотая шпага, осыпанная бриллиантами.

## Свержение власти Бирона
В 1740 году после смерти Анны Иоанновны, согласно её завещанию, регентом при малолетнем императоре Иоанне Антоновиче стал герцог Бирон. Среди высшего дворянства недовольство регентом было чрезвычайно велико. В ночь на 8 ноября 1740 года Миних, заставший в своё время Анну Леопольдовну в слезах по причине притеснений со стороны Бирона и обещавший ей поддержку, приказал своему адъютанту Манштейну во главе команды из 20 солдат арестовать Бирона в его спальне.
Анна Леопольдовна не возражала против пожалования Миниху чина генералиссимуса, но тот уступил этот титул отцу малолетнего императора — Антону Ульриху Брауншвейгскому, получив взамен пост первого министра по военным, гражданским и дипломатическим делам. Однако вскоре в результате интриг Остермана Миних вынужден был уйти в отставку.

## Обвинение в измене, приговор и ссылка
В 1741 году, с воцарением Елизаветы Петровны, Миних был предан суду (вместе с Остерманом) и приговорён к смертной казни по целой серии ложных обвинений: в государственной измене, в пособничестве Бирону, в мздоимстве и казнокрадстве. Идя из крепости к месту казни, Миних сохранял бодрость духа, разговаривал с сопровождавшими его офицерами, вспоминал о войне и привычной для военного человека готовности к смерти. Уже на эшафоте он услышал новый приговор: казнь была заменена ссылкой в Сибирь, деревню Пелым, где отбывал ссылку смещённый Минихом Эрнст Бирон. Однако к моменту вынесения в Петербурге приговора фельдмаршалу, Бироны уже паковали вещи в дорогу из Пелыма в Ярославль (Елизавета миловала Бирона без возможности въезда в Москву или Петербург) на постоянное проживание. «По иронии судьбы случилось так, что экипажи Бирона и Миниха встретились на столбовой дороге и бывшие великие сановники — герцог и фельдмаршал — посмотрели друг на друга и, даже не кивнув один другому, молча разъехались». В Пелыме Миних провёл 20 долгих лет.
Не сдаваясь годам, он занимался физическим и умственным трудом, выращивал овощи, обучал детей, сочинял разные инженерные и военные проекты (остававшиеся, впрочем, без всякого применения). Время от времени Миних направлял в столицу предложения назначить его сибирским губернатором.

## Возвращение из ссылки. Последние годы

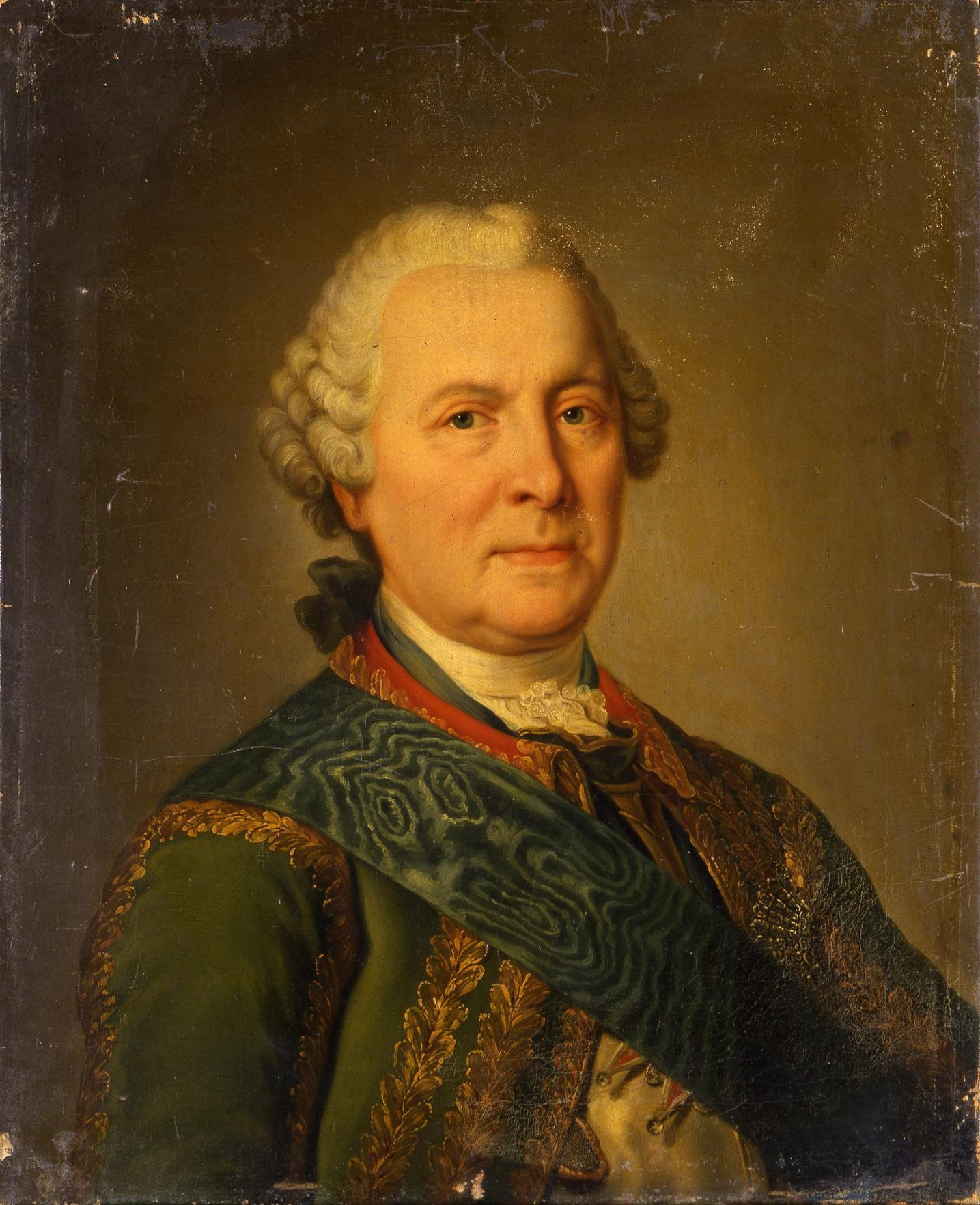
Портрет Миниха второй половины XVIII века.

Через 20 лет, в 1762 году, новый император Пётр III возвратил 78-летнего Миниха в Петербург, вернув ему все чины и награды и включив в Императорский совет.
Изначально Миних поддерживал начинания нового императора, но со временем он стал сомневаться в его правоте. В частности, он был против войны с Данией и преобразований армии на прусский манер.
Когда начался переворот в пользу императрицы Екатерины, из чувства благодарности к своему освободителю престарелый фельдмаршал советовал императору бежать в Ревель и присоединиться к находившимся в Пруссии русским войскам. После переворота Миних был прощён Екатериной и принёс ей присягу.
Получив под своё начальство Ревельский, Кронштадтский, Балтийский и другие порты, а также Ладожский канал, Миних ревностно продолжил свои труды. «Сон почти не смыкает моих глаз, — писал он императрице. — С разными планами я закрываю глаза и снова, проснувшись, обращаю к ним свои мысли».
В своих письмах Екатерине Миних неоднократно советовал ей начать новую войну против турок и крымских татар, чтобы довершить начатое им 30 лет назад, но не дожил до исполнения этого совета один год.
Фельдмаршал граф Миних скончался в 1767 году. Первоначально он был погребен в Петрикирхе на Невском проспекте, но впоследствии прах перенесли в графское имение Луния в Эстонии близ Дерпта. В советское время на месте упокоения графа был построен свинарник.

## Оценка деятельности

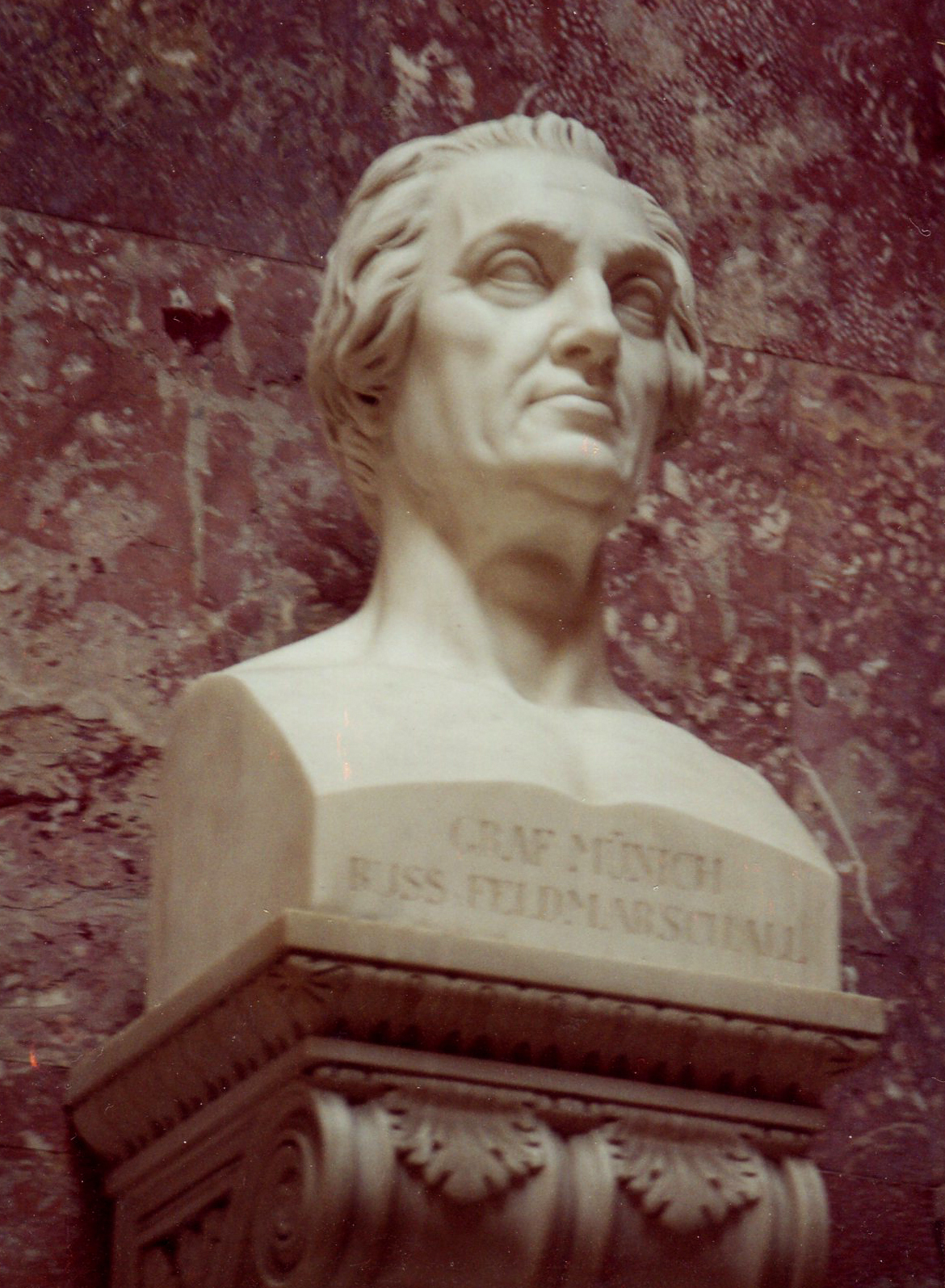
Бюст графа Миниха в Вальхалле

Христофор Антонович Миних имел немецкое происхождение, но его военные и государственные дарования проявились в России, которой он долго и ревностно служил как своей второй родине. Вошёл в русскую историю как выдающийся военный и хозяйственный деятель, непобедимый фельдмаршал, продолжатель дела Петра I.
Минихом была проведена колоссальная работа по качественному совершенствованию русской армии, крепостного хозяйства и тыла. Огромная созидательная деятельность Миниха касалась также укрепления государственной системы Российской империи.
Роль фельдмаршала графа Миниха в войнах XVIII века и вообще в военной истории России очень высока. Под командованием фельдмаршала русская армия впервые вторглась в Крым и, успешно и практически без потерь отразив и рассеяв орду крымского хана на его же территории, взяла столицу ханства Бахчисарай и сожгла его.
Миних впервые в истории России победил в открытом полевом сражении турецкую армию, которую в Москве очень боялись и уважали, особенно после Чигиринских походов. Миф о непобедимости турок особенно сильно засел после неудачного Прутского похода Петра. Миних же в битве при Ставучанах обратил в бегство превосходящую его армию сераскира Бендерского Вели-паши. Это была первая настоящая победа русских над турками, положившая начало победоносных войн России с Портой, и именно фельдмаршал Миних первый положил начало этой странице русской боевой славы.
Генерал-фельдмаршалу Миниху приписывают афоризм, который в настоящее время часто используется в разного рода около-исторических публикациях и однажды был процитирован президентом Российской Федерации В. В. Путиным: «Русское государство обладает тем преимуществом перед другими, что оно управляется непосредственно самим Богом, иначе невозможно понять, как оно существует». Однако эту фразу (в зависимости от перевода её содержание может незначительно различаться) произнёс его сын Иоганн Эрнст Миних, с 1764 года — главный директор таможенных сборов Российской империи, в беседе с директором Петришуле А. Ф. Бюшингом, причем она имела ироничный подтекст — подразумевалось отсутствие в России эффективного государственного управления. Авторство афоризма было изменено, предположительно, в 1910 году и, вероятно, по недоразумению — в очерках «Итоги восемнадцатого века в России», выпущенных в Москве издательством И. Д. Сытина. В книге бывшего члена Государственного Совета Российской империи В. И. Гурко «Царь и царица» (Париж, 1927) эта ошибка была повторена.

## Отзывы современников
В своих записках испанский посол герцог Лирийский сообщает о нём:

Он очень хорошо знал военное дело и был отличным инженером; но самолюбив до чрезвычайности, весьма тщеславен, а честолюбие его выходило из пределов. Он был лжив, двоедушен, казался каждому другом, а на деле не был ничьим; внимателен и вежлив с посторонними, он был несносен в обращении с своими подчиненными.

## Семья
- Отец: Антон Гюнтер (Грипен) фон Миних (1650—1721), инженер-гидротехник на датской службе, происходил из состоятельного крестьянского рода, вероятно из окрестностей г. Штедингена. В 1686 году датский король Кристиан V возвел его в дворянское достоинство с правом именоваться Мюнних.
- мать: София Екатерина фон Эткенс (1659—1710), из датских дворян, дочь канцелярского и правительственного советника в Ольденбурге Иоганна Людольфа фон Откен (1629—1679)
- старший брат: Иоганн Рудольф фон Миних (1676—1730), начальник приморских плотин в Ольденбурге
- младший брат: Христиан Вильгельм фон Миних (1688—1768), на русской службе, обер-гофмейстером
- сестры: Елена Елизавета (в зам-ве графиня фон Ритберг; 1679—1733), Доротея Елизавета (в зам-ве фон Вильден; 1685—1739), Шарлотта Амалия (в зам-ве фон Роль)

### Браки и дети
1. 8 мая 1705 года женился на Кристине Лукреции фон Витцлебен (25 августа 1685—10 февраля 1727), фрейлине при гессен-дармштадтском дворе. Она всюду следовала за своим мужем, сопровождая его во всех походах. Кристина Лукреция родила 13 детей, из которых только четверо достигли совершеннолетия. Её можно считать основательницей графской линии рода Минихов.
Дети:
- Эрнст (1706—1706), прожил 4 недели
- Антон Гюнтер (30 декабря 1707— ?), брат-близнец Эрнста Иоганна, умер в младенчестве
- Эрнст Иоганн (Сергей Христофорович) (30 декабря 1707—24 января 1788), русский дипломат, действительный тайный советник
- София Анна Луиза (21 февраля 1709—6 ноября 1772), фрейлина цесаревны Елизаветы Петровны; муж с 1 августа 1729 полковник Герман Альбрехт фон Мальтцан (1687—1742)
- Луиза Доротея (30 сентября 1710 — 23 декабря 1775), 1-й муж с 24 октября 1730 Иоганн Вильгельм фон Шаумберг (1681—1737); 2-й муж с 1739 граф Фридрих Людвиг цу Зольмс-Вильденфельс унд Теклкнбург (1708—1789)
- Кристина Елизавета (30 октября 1711—28 августа 1775), муж с 9 марта 1728 прусский камергер барон Иоганн Генрих фон Менгден (1700—1768)
- Бурхард Кристоф (1721), умер в детстве
- Вильгельмина (1722—1722), умерла в младенчестве
- Фридрих (1724—1729), умер в детстве

Ещё четверо сыновей (родились в 1710, 1712, 1714, 1716) умерли в младенчестве сразу же после рождения.
2. Через полтора года после смерти первой жены, 28 сентября 1728 года Миних женился на Барбаре Элеоноре (в православии Варваре Ивановне) фон Мальтцан (11 июня 1691—3 сентября 1774), гофмейстерине двора цесаревны Елизаветы Петровны. Она была дважды вдовою. Её первым мужем (с 27 декабря 1708 года) был барон Генрих Леопольд фон Мальтцан (2 января 1680—3 февраля 1712), мекленбургский дворянин, происходил из того же рода что и она. Её вторым мужем (с 1719 года) был граф Михаил Алексеевич Салтыков (ум. 29 августа 1723), посол России в Мекленбург-Стрелице. От этих браков у Барбары Элеоноры было три дочери. Графиня Барбара Элеонора Миних разделила впоследствии с супругом долгие годы ссылки. В новом браке была одна дочь:
- Беата (1729—1738), умерла в детстве

## Память
- Фигура Миниха на памятнике «Тысячелетие России» в Великом Новгороде (в группе «Военные люди и герои», сидит в профиль чуть правее центра группы)
- Мемориальная доска в притворе Петрикирхе в Санкт-Петербурге
- Памятник Христофору Миниху в посёлке Луунья[13]
- Бюст в немецкой Вальхалле (Зал Славы) в Регенсбурге

## В литературе
Фельдмаршал Миних является одним из персонажей романа В. Пикуля «Слово и дело» и исторической миниатюры «Солдат Василий Михайлов», повести М. А. Алданова «Пуншевая водка».